# Fotografija u 1911.
◄◄ | ◄ | 1908. | 1909. | 1910. | 1911.  | 1912. | 1913. | 1914. | ► | ►►
Arhitektura • Astronomija • Biologija • Film • Fotografija • Glazba • Kazalište • Kemija • Kiparstvo • Knjige • Književnost • Kršćanstvo • Meteorologija • Medicina • Planinarstvo • Politika • Pravo • Promet • Slikarstvo • Strip • Šport • Televizija • Znanost • Zrakoplovstvo • Željeznički promet
Fotografija u 1911.

## Hrvatska i u Hrvata

### Osnivanja
- 26. travnja – osnovan Fotoklub Split

## Vanjske poveznice
|  | Zajednički poslužitelj ima još gradiva o temi Fotografija |